# Konstantin Engel
Konstantin Engel (kaz. Константин Энгель, ur. 27 lipca 1988 w Karagandzie) – kazachski piłkarz niemieckiego pochodzenia grający na pozycji obrońcy, reprezentant Kazachstanu.

## Kariera klubowa
Juniorską karierę rozpoczynał w klubie Viktoria Georgsmarienhütte, gdzie grał do 2004 r. W latach 2004–2006 był zawodnikiem VfL Osnabrück, z którym podpisał zawodowy kontrakt. W latach 2006–2011 był zawodnikiem VfL Osnabrück, rozgrywając 67 spotkań w głównym zespole i strzelając dwie bramki. W 2011 r. został zawodnikiem klubu 2.bundesligi, Energie Cottbus. W 2013 przeszedł do FC Ingolstadt 04.

## Kariera reprezentacyjna
Engel do tej pory rozegrał 3 mecze w reprezentacji Kazachstanu, z tego dwa w eliminacjach do mistrzostw świata 2013.